# Festival d'Angoulême 1979
La sixième édition du Salon international de la bande dessinée d'Angoulême se déroule du 19 au 21 janvier 1979. Le grand prix de la ville d'Angoulême est remis à l'auteur classique Marijac, collaborateur principal de Cœurs vaillants dans les années 1930 et 1940.

## Affiche
- Roba dessine l'affiche du festival représentant Boule, Bill et Pouf sautant par-dessus une barrière de planches.

## Palmarès
Le jury décernant les prix est composé de Yves Mourousi (TF1), Max Dejour (La Charente libre), Pierre Lebedel (Le Figaro), Jean-Pierre Quenez (Le Matin de Paris), Pierre Veilletet (Sud Ouest), Claude Villers (France Inter), Jean-Michel Boucheron (maire d'Angoulême), Dominique Bréchoteau, Thierry Lagarde, Pierre Pascal, Francis Groux, François Pierre, Jean Mardikian. Aucun prix n'est remis à des albums.
- Grand prix : Marijac
- Prix du meilleur dessinateur : Ted Benoit
- Prix du meilleur scénariste : Daniel Ceppi
- Prix espoir de la BD : Jean-Pierre Gibrat et Jackie Berroyer, Dossier Goudard, éditions du Square

## Déroulement du festival
- Un colloque sur le thème « éducation et bande dessinée » est lancé au cours du festival : « le début de l'intellectualisation » selon Hervé Cannet[réf. souhaitée]. Une conférence de presse très agitée a lieu sur le thème de la liberté d'expression, avec Wolinski, Cavanna, Choron, etc.